# Эинген (Ансбах)
Э́инген (нем. Ehingen) — община в Германии, в земле Бавария.
Подчиняется административному округу Средняя Франкония. Входит в состав района Ансбах. Подчиняется управлению Хессельберг. Население составляет 1975 человек (на 31 декабря 2010 года). Занимает площадь 47,63 км².
Коммуна подразделяется на 16 сельских округов.

## Население
По оценке на 31 декабря 2015 года население общины Эинген составляет Неверный параметр metadata Эинген (Ансбах) чел. 
 Неверный параметр metadata Эинген (Ансбах) 
 Неверный параметр metadata Эинген (Ансбах)